# Станишев, Александр
Александр Димитров Станишев (27 декабря 1888, Кукуш, Македония, ныне Греция — 1 февраля 1945, София) — болгарский врач-хирург, учёный, государственный деятель. Племяннк К. Н. Станишева.

## Семья
- Дед — Нако Станишев, торговец, участник болгарского церковного национального движения в Македонии.
- Отец — Димитр (Мицо) Станишев, унаследовал торговое дело отца.
- Брат — Константин Станишев, врач, председатель Македонского национального комитета (1924—1934), депутат парламента, великий мастер болгарского масонства.
- Брат — Милош Станишев, поручик, погиб во время Первой мировой войны в бою против французских войск в 1915.
- Братья Христо и Крум занимались торговлей, так же, как отец и дед.
- Сёстры — Неша, Люба, Димитрина.
- Жена — Веса, урождённая Камбосева.
- Сын — Александр Станишев (1919—1990), хирург, учился в Мюнхене, где остался после войны, работал в университете, открыл частную клинику.
- Сын — Владимир Станишев (р. 1923), изучал медицину, но был исключён из университета как сын «врага народа». Был строительным рабочим, окончил техникум, работал техническим директором и администратором в Софии. Его сын Александр (р. 1956) — хирург.

## Образование и начало медицинской деятельности
Окончил Солунскую болгарскую мужскую гимназию (1904), изучал естественную историю в Софийском университете (1904—1905), получил образование на медицинском факультете Мюнхенского университета (1905—1910), защитил с отличием докторскую диссертацию. В 1910—1912 был ассистентом в университетской хирургической клинике в Мюнхене и больницах Лозанны, Берна и Линдау. Во время Балканских войн и Первой мировой войны был хирургом в болгарской военной больнице, награждён орденом «За военные заслуги». В 1919—1920 специализировался в Гейдельберге и Мюнхене, учился у знаменитого хирурга Фердинанда Зауэрбруха.

## Хирург
С 1920 — доцент, с 1923 — экстраординарный профессор, с 1924 — ординарный профессор кафедры клинической хирургии медицинского факультета Софийского университета. Основатель и первый директор Хирургической клиники в Софии. В 1930—1931, 1937—1938 — декан медицинского факультета, в 1938—1939 — ректор Софийского университета. В 1936—1944 годах — председатель Болгарского хирургического общества.
Получил международную известность как хирург. С 1935 — член, с 1938 — заместитель председателя Международной хирургической академии в Женеве. Член Немецкого хирургического общества. С 1939 года — почётный член Гамбургского университета, с 1940 — почётный доктор Берлинского университета. Также был почётным доктором Варшавского университета. Автор более 50 научных трудов, в области хирургии, опубликованных на болгарском, немецком и других языках. Автор оригинальных методов хирургических операций, активно использовал мировой опыт, который популяризовал в стране. Подготовил многих учеников, один из них, доктор Иван Руменов, вспоминал о своём учителе: «Профессор был обаятельной личностью, излучавшей заразительную творческую силу и внушавшей авторитет своей фигурой и поведением».

## Политик
Одновременно с научной, занимался и политической деятельностью, выступал за присоединение к Болгарии Македонии, находившейся после 1913 в составе Сербии и Греции (сам он родился в эгейской Македонии, ныне являющейся частью Греции), являлся членом Македонского научного института. Также был сторонником сближения Болгарии и Германии. С 1 июня по 2 сентября 1944 — министр внутренних дел и здравоохранения в правительстве Ивана Багрянова. В условиях приближения к Болгарии советских войск отказался эмигрировать в Германию, хотя ему и его семье немецкие представители предложили вылететь на самолёте в Вену. Заявил, что не совершал никаких преступлений и считает, что его место в Болгарии.

## Гибель
После переворота 9 сентября 1944, приведшего к власти просоветские силы, был арестован. Приговорён так называемым «Народным судом» к смертной казни, расстрелян 1 февраля 1945. Реабилитирован решением Верховного суда Болгарии в 1996.

## Память об Александре Станишеве
Именем Станишева названы улица в Софии и хирургическая клиника («Вторая хирургия») в болгарской столице. Перед зданием клиники ему установлен бюст.